# Храм Архангела Михаила (Бухара)
Храм Архангела Михаила — действующий православный храм Ташкентской и Узбекистанской епархии Среднеазиатского митрополичьего округа Русской православной церкви, расположенный в городе в Бухаре.
Молитвенный дом заложен в 1860 году. Второй храм и колокольня заложены в марте 1875 году, построены в 21 ноября 1875 году по эскизу А. Бенуа, освящёны в 21 ноября 1875 году, закрыт в 1929 году, снесена колокольня в 1931 году, возобновлена служба в 1992 году, освящён в честь «Святого Архангела Михаила», рассчитан на 300 прихожан, по штату при храме положен один священник (а также монахиня-хозяйка и звонарь; данные приведены на 1930 год), престольный праздник 21 ноября.
Более подробно о первом храме — Храм Святого Александра.

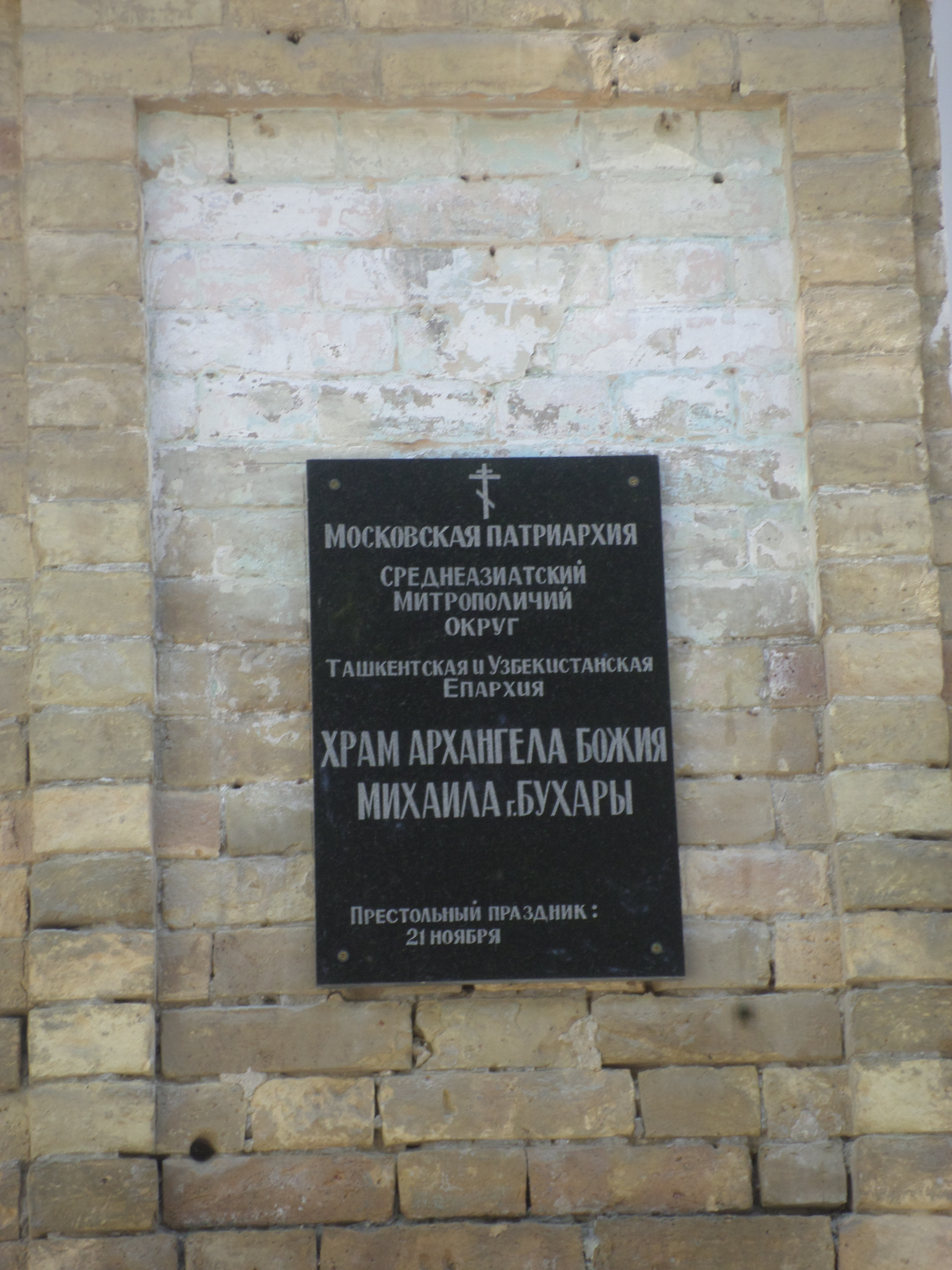
Вывеска

## История
В 1860 году в переселенческое село, которое находилось на окраине Бухары стали приезжать русские православные христиане, которые и построили деревянный храм. Освящен и назван Храм Святого Александра (предположительно Невского). В 1872 храм сильно пострадал от пожара.
В 1875 году в Бухару стали приезжать строители и военные. С их помощью было возведено новое церковное здание — уже кирпичное. Для постройки использовался обожженный кирпич. Как и все храмы Туркестанского края, он имел стандартный проект.
Первоначально входил в состав Тамерлановского военного округа, а затем Самаркандского военного округа, затем входил в ведении Туркестанского Епархиального Начальства, и именовался «церковь при Управлении Самаркандского воинского начальника», военно-местный храм, а с 1992 года как «Храм Святого Архангела Михаила».
В 1929 году храм был закрыт и превращен в склад, также как это сделали в Самарканде, Термезе и в других городах.
В 1931 году по решению революционных властей была снесена отдельно стоящая колокольня. Высота её была 5 метров, и на ней было подвешено 5 колоколов, самый большой из них именовался Архангелом Михаилом.
Все вышесказанное относится к Храму, ныне недействующему, находящемуся в городе Кагане (бывшая Новая Бухара).
В 1992 году храм передали верующим, его освятили и начали восстановление. Иконостас и церковная утварь была частично сохранена прихожанами. В основе иконостаса есть те самые спасенные от уничтожения иконы.
В храме есть богато украшенный иконостас и церковная утварь. Внутренне помещение молельного залы выполнено в виде креста. Храм делится на несколько зон: абсида с алтарем, молельная комната, покои батюшки и трапезная. Позади храма имеется импровизированная колокольня.
На кладбище есть захоронение протоиерея Виктора Михайловича служившего в храме в начале 2000 годов. На другом кладбище есть ещё захоронения, но, увы, их имена не сохранились.
На сегодняшний день в храме проходят службы на них можно увидеть не так много прихожан в будни 20 человек, в праздники 30-35 человек. Ведет службу иерей Леонид Петров.
До храма можно дойти пешком, а можно и на такси.

## Фото

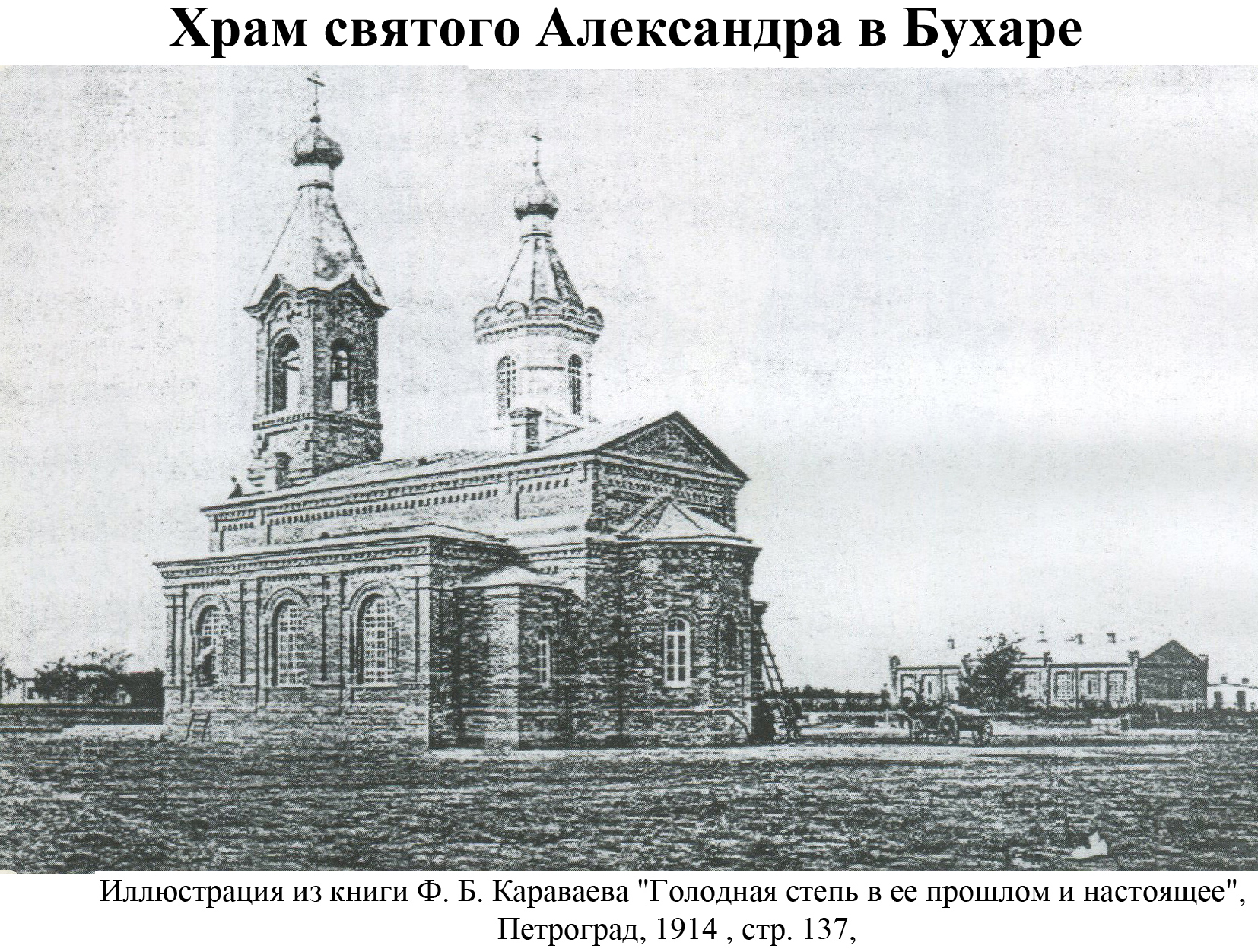
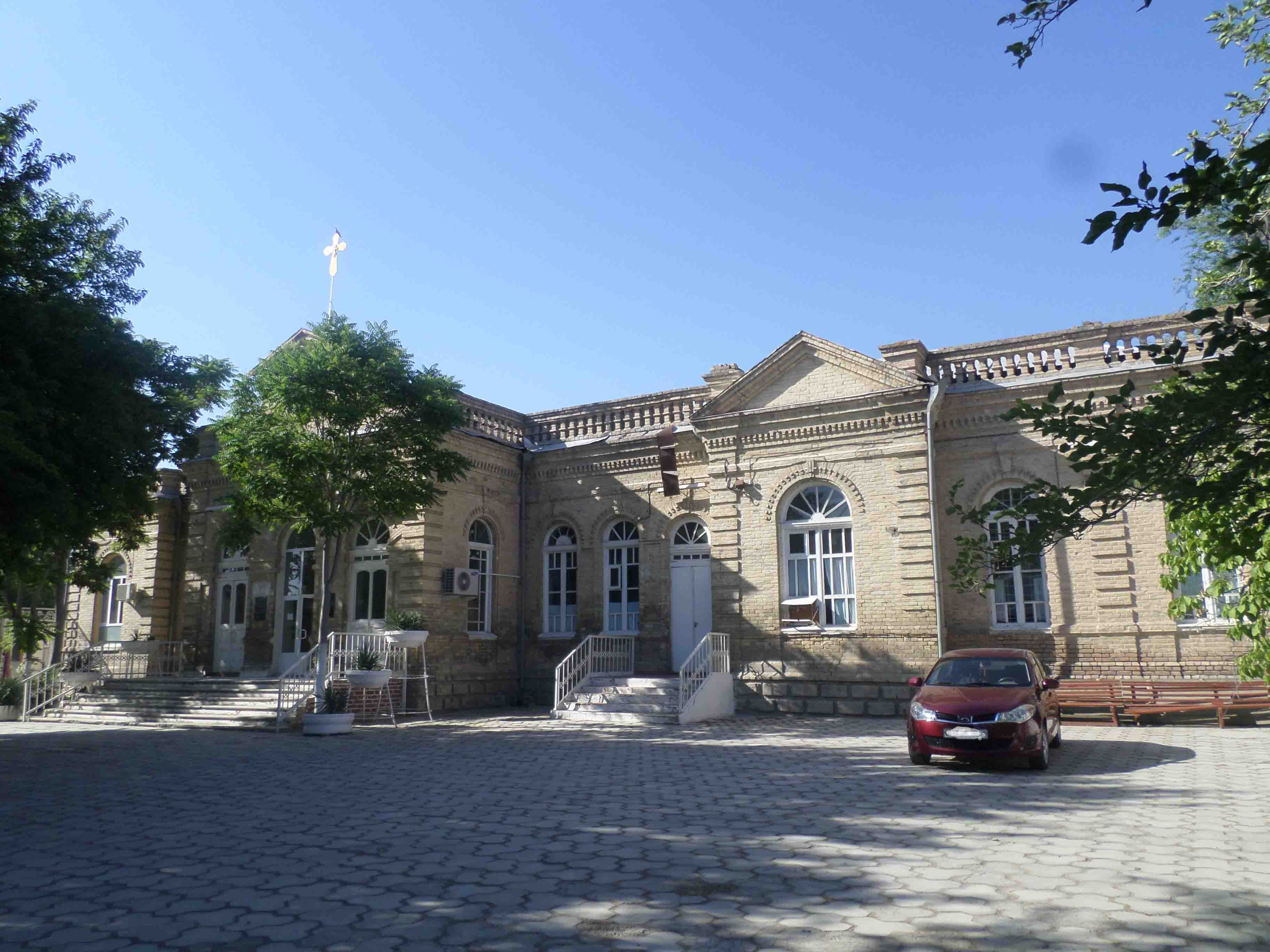
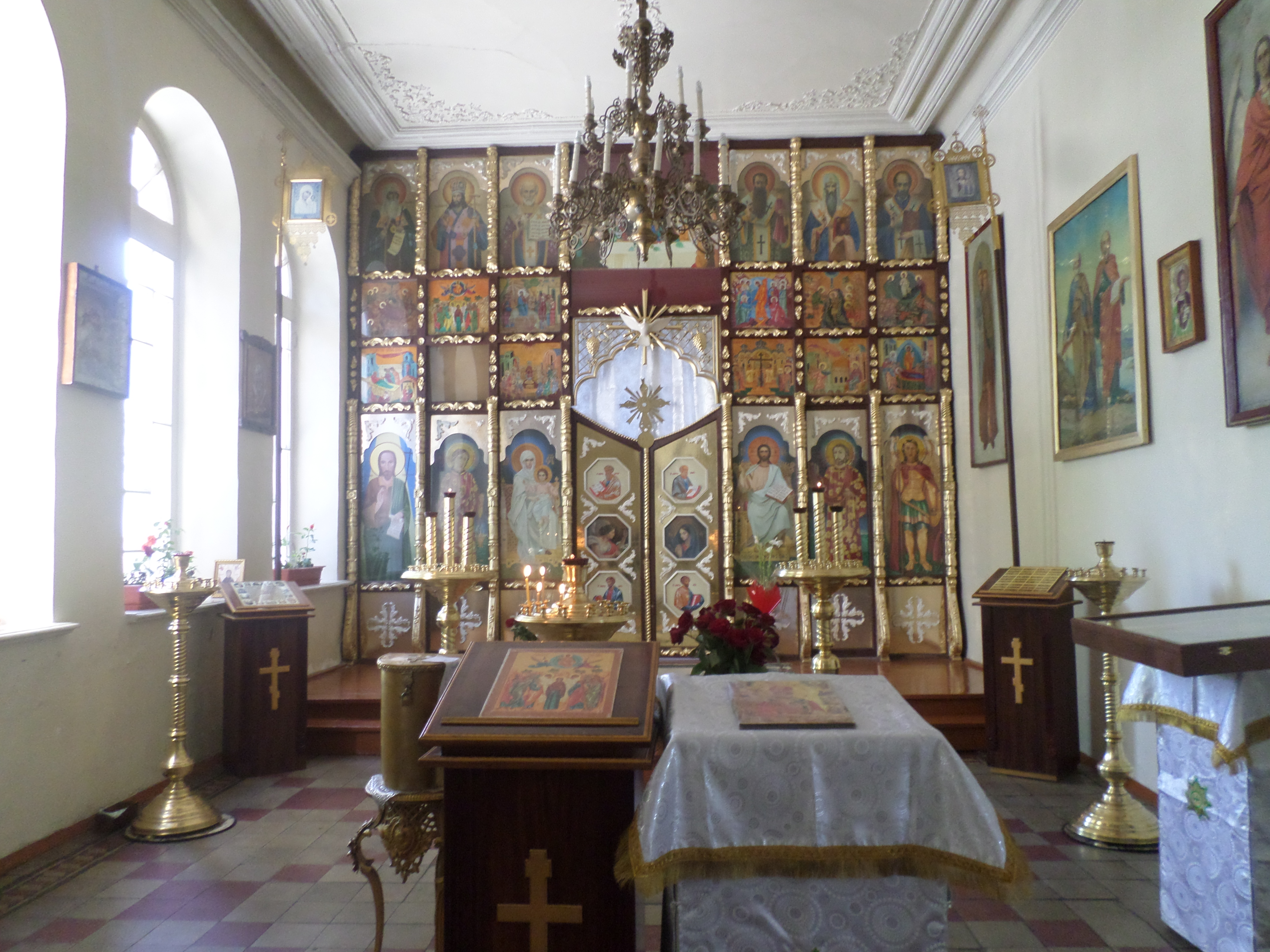
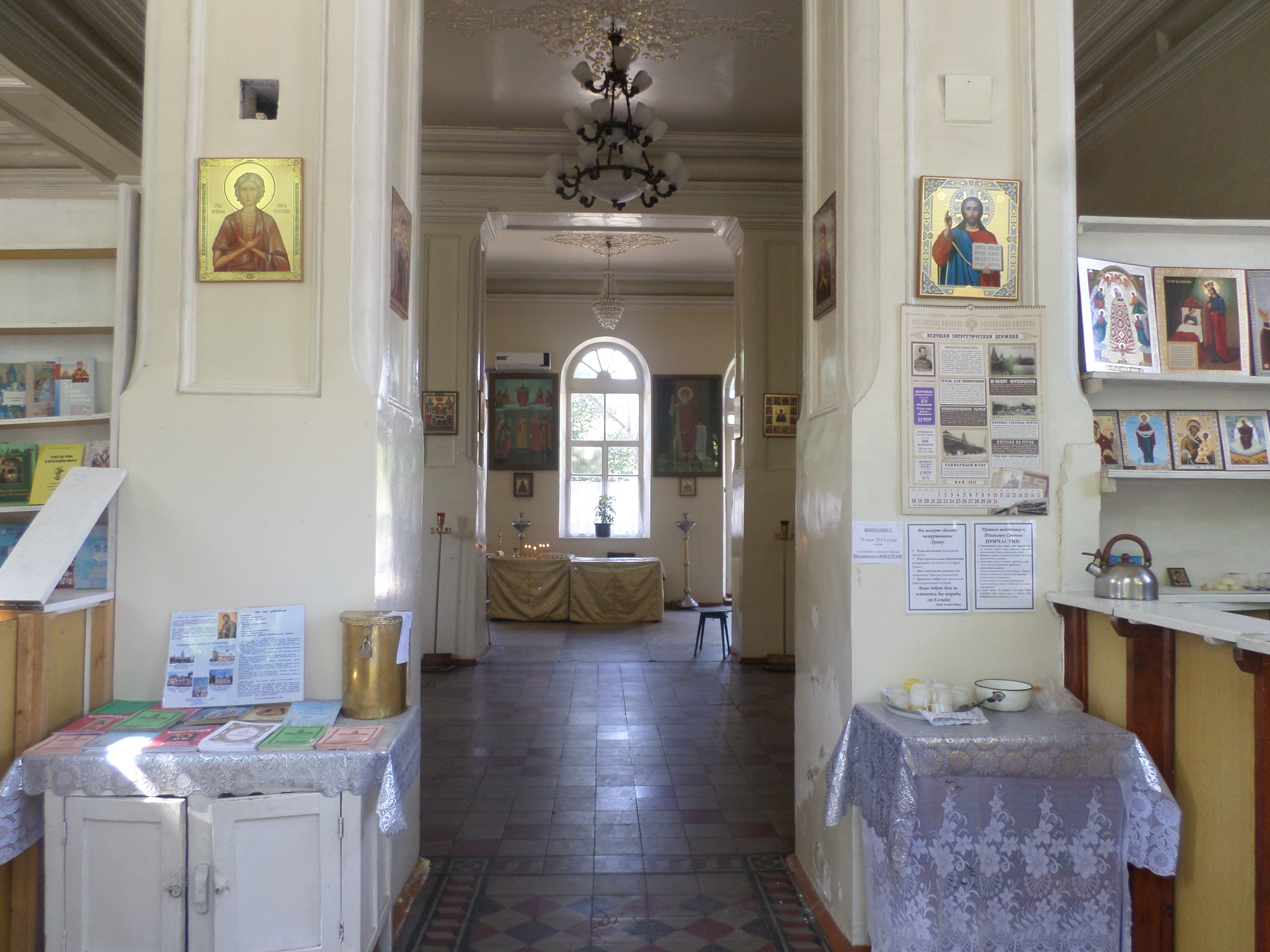
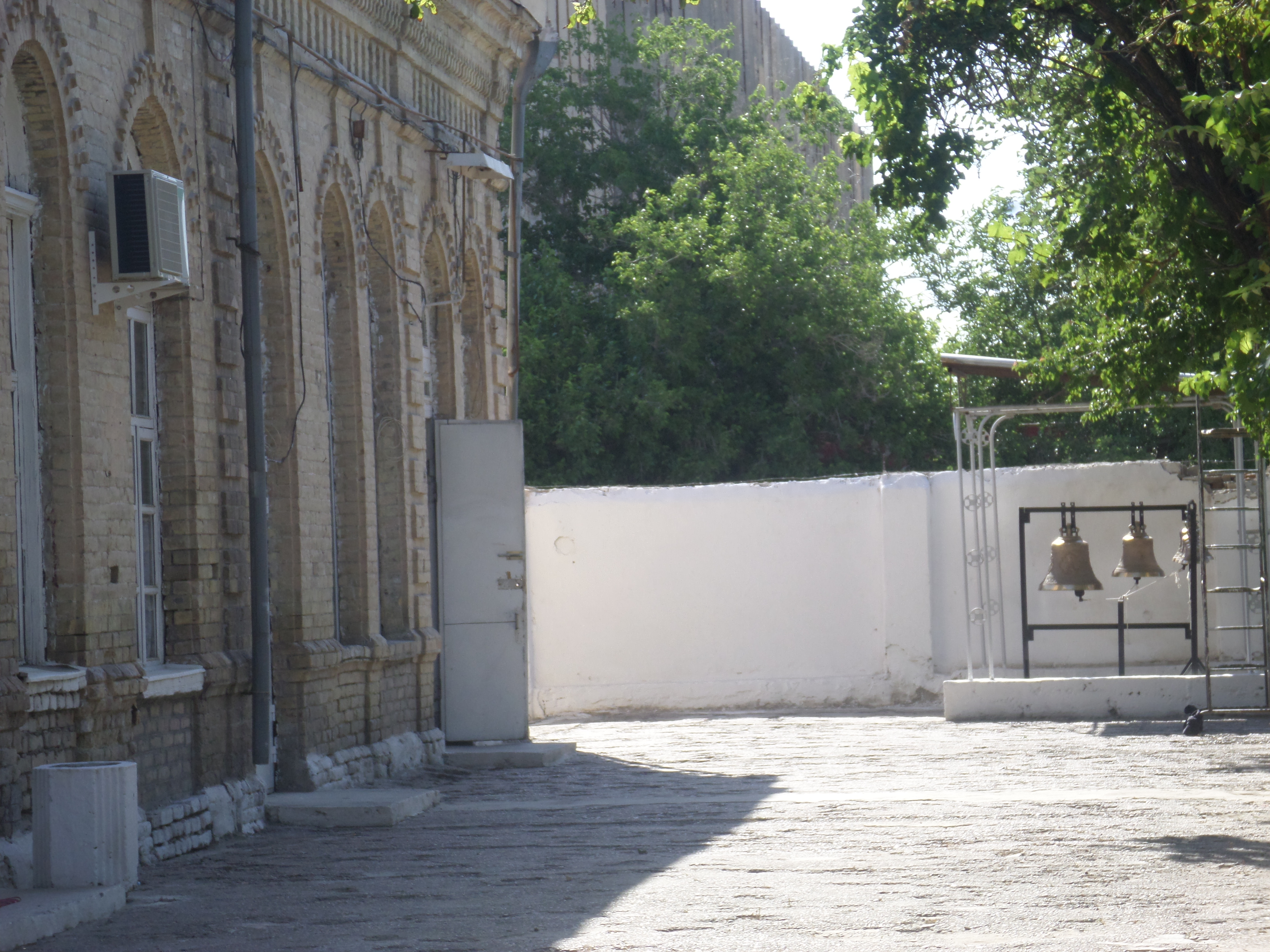

## Храм на почтовых открытках
- Почтовая открытка. Автор фото не известен. На снимке написано: Церковь с колокольней Святого Архангела Михаила в Бухаре. Анонимное издательство. 1911 год. Фото не реставрируемое.